# Gracias (álbum de José José)
Gracias es el título del décimo séptimo. álbum de estudio grabado y realizado por el cantante mexicano José José. El álbum fue lanzado al mercado bajo el sello discográfico Ariola a finales de 1981.
Todas las tareas de composición, producción y arreglos fueron hechas por el español Rafael Pérez-Botija.
la canción Preso fue plagiada para hacer el tema "Gentle Rain" en el videojuego Mother 3.

## Lista de canciones
| Gracias |                                                         | |          |  |
| N.º     | Título                                                  | Escritor(es)                                                                                           | Duración |  |
| 1.      | «Gracias»                                               | Rafael Pérez-Botija                                                                                    | 3:07     |  |
| 2.      | «Una noche de amor»                                     | José Antonio Farías "Potro"                                                                            | 3:15     |  |
| 3.      | «No puedes mentirme»                                    | Alejandro Jaén                                                                                         | 4:43     |  |
| 4.      | «Pero me hiciste tuyo»                                  | José Miguel Gallardo Vera                                                                              | 4:14     |  |
| 5.      | «Sólo tú y yo» (Just the Two of Us)                     | Grover Washington, Jr. Bill Withers · William Salter · Ralph McDonald Adapt: al español: Óscar Sarquiz | 4:58     |  |
| 6.      | «Preso»                                                 | Rafael Pérez-Botija                                                                                    | 3:48     |  |
| 7.      | «Vamos a darnos tiempo»                                 | Alejandro Jaén                                                                                         | 4:10     |  |
| 8.      | «Ámame»                                                 | Gil Rivera                                                                                             | 3:21     |  |
| 9.      | «Me basta»                                              | Rafael Pérez-Botija                                                                                    | 3:52     |  |
| 10.     | «Tranquilo»                                             | Alejandro Jaén                                                                                         | 4:47     |  |
| 11.     | «Te recordaré (publicada en el single "me basta" 1982)» | Eduardo Cabas                                                                                          |          |  |
| 12.     | «El más feliz del mundo (publicada en "tesoros" 1997)»  | Manuel Alejandro                                                                                       |          |  |

## Créditos y personal

### Personal
- José José - Voz, producción y realización.[2]
- Rafael Pérez-Botija - Arreglos y dirección en pistas 1, 6, 9; producción y realización.
- Greg Mathieson - Arreglos y dirección en pistas 2, 4 y 7.
- Michel Colombier - Arreglos y dirección en pista 8.
- Bill Cuomo - Arreglos y dirección en pistas 3 y 10.
- Óscar Castro Neves - Arreglos y dirección en pista 5.
- José A. Quintana - Coordinación
- Alberto Reyna - Diseño.

## Certificaciones
| Región            | Certificación  | Ventas  |
| ----------------- | -------------- | ------- |
| México (AMPROFON) | 2x Platino+Oro | 600,000 |